# Kompania graniczna KOP „Rykonty”
Kompania graniczna KOP „Rykonty” – pododdział graniczny Korpusu Ochrony Pogranicza pełniący służbę ochronną na granicy polsko-litewskiej.

## Formowanie i zmiany organizacyjne
Na podstawie rozporządzenie Ministra Spraw Wewnętrznych nr 1099 ze stycznia 1926, w trzecim etapie organizacji Korpusu Ochrony Pogranicza, sformowano 22 batalion graniczny , a w jego składzie 2 kompanię graniczną KOP. W listopadzie 1936 kompania liczyła 2 oficerów, 9 podoficerów, 5 nadterminowych i 94 żołnierzy służby zasadniczej.
W 1939 1 kompania graniczna KOP „Rykonty” podlegała dowódcy batalionu KOP „Troki”.

## Służba graniczna
Podstawową jednostką taktyczną Korpusu Ochrony Pogranicza przeznaczoną do pełnienia służby ochronnej był batalion graniczny. Odcinek batalionu dzielił się na pododcinki kompanii, a te z kolei na pododcinki strażnic, które były „zasadniczymi jednostkami pełniącymi służbę ochronną”, w sile półplutonu. Służba ochronna pełniona była systemem zmiennym, polegającym na stałym patrolowaniu strefy nadgranicznej i tyłowej, wystawianiu posterunków alarmowych, obserwacyjnych i kontrolnych stałych, patrolowaniu i organizowaniu zasadzek w miejscach rozpoznanych jako niebezpieczne, kontrolowaniu dokumentów i zatrzymywaniu osób podejrzanych, a także utrzymywaniu ścisłej łączności między oddziałami i władzami administracyjnymi. Miejscowość, w którym stacjonowała kompania graniczna, posiadała status garnizonu Korpusu Ochrony Pogranicza.
2 kompania graniczna „Rykonty” w 1934 ochraniała odcinek granicy państwowej szerokości 24 kilometrów 870 metrów.
Sąsiednie kompanie graniczne:
- 1 kompania graniczna KOP „Rudziszki” ⇔ 3 kompania graniczna KOP „Gudulin” – 1928[6]
- 1 kompania graniczna KOP „Rudziszki” ⇔ 3 kompania graniczna KOP „Plekiszki” – 1929[7], 1932[8]
- 1 kompania graniczna KOP „Rudziszki” ⇔ 3 kompania graniczna KOP „Gudulin” – 1934[9]
- 1 kompania graniczna KOP „Rudziszki” ⇔ 3 kompania graniczna KOP „Mejszagoła” – 1938[10]

## Struktura organizacyjna
Strażnice kompanii w latach 1928 – 1929
- strażnica KOP „Miciuny”
- strażnica KOP „Wiłuniszki”
- strażnica KOP „Łoździany”
- strażnica KOP „Puhajnia”
- strażnica KOP „Surmańce”
- strażnica KOP „Karmazyny”

Strażnice kompanii w latach 1932 – 1934
- strażnica KOP „Okmiany”[d]
- strażnica KOP „Miciuny”[e]
- strażnica KOP „Zawiasy”
- strażnica KOP „Surmańce”
- strażnica KOP „Karmazyny”

Strażnice kompanii w latach 1938 – 1939
- strażnica KOP „Okmiana”[f]
- strażnica KOP „Józefowo”[g]
- strażnica KOP „Zawiasy”[h]
- strażnica KOP „Surmańce”[i]
- strażnica KOP „Karmazyny”[j]

## Dowódcy kompanii
- p.o. por. Jerzy Kuszelewski (był 31 VII 1928 − 21 X 1928)[11]
- p.o. por. Narcyz Misiewicz (21 X 1928 −)[12]
- p.o. por. Stanisław VIII Sokołowski (27 III 1930 − 14 I 1931)[13]
- kpt. Walerian Tumanowicz (12 III 1931 − 14 VI 1934) → kwatermistrz batalionu[14]
- kpt. Edmund Mieczysław Strużanowski (22 III 1934 −)[15]
- kpt. Bronisław Nykiel[k] (- 1939)